# Nour Hassan Hussein
Pour les articles homonymes, voir Hussein.
Nour Hassan Hussein Adde (en arabe : نور حسن حسين ; né le 16 février 1938 en Somalie italienne et mort le 1er avril 2020 à Londres), dit Nur Adde, est un homme politique et diplomate somalien. 
Nour Hassan Hussein Adde était un Premier ministre somalien du 24 novembre 2007 au 14 février 2009, succédant à Salim Aliyow Ibrow.
Il meurt à Londres le 1er avril 2020 des suites du COVID-19.

## Biographie
Hussein a commencé sa carrière professionnelle au début des années 1950 en tant qu'officier de police pour le Somaliland italien avant que la Somalie n'obtienne son indépendance. Après avoir terminé des études en droit à l'Université nationale de Somalie et à la Fiscal Law School de Rome, Hussein est devenu chef de la police et procureur général en 1987 sous le président Siad Barre, un poste qu'il a occupé jusqu'en 1991 lorsque la guerre civile en Somalie a éclaté. Il a ensuite été secrétaire général de la Société du Croissant-Rouge de Somalie (SRCS).
Le 22 novembre 2007, le président de la Somalie de l'époque, Abdullahi Yusuf Ahmed , a nommé Hussein Premier ministre du gouvernement fédéral de transition à la suite de la démission antérieure d' Ali Mohammed Ghedi le 29 octobre. Salim Aliyow Ibrow a été Premier ministre par intérim entre le mandat de Gedi et Hussein. Hussein a été approuvé par le Parlement fédéral de transition à Baidoa le 24 novembre, avec 211 voix sur 212, et il a prêté serment immédiatement après. Le gouvernement de Hussein, qu'il a décrit comme "tout compris", a été nommé le 2 décembre, avec 73 membres; Le gouvernement comprenait 31 ministres, 11 ministres d'État et 31 ministres adjoints. Nour Hasan Hussein a reçu quelques critiques pour la taille exceptionnellement grande du gouvernement somalien ; selon Hussein, en nommant le gouvernement, il a suivi la formule "4,5" ou quota requis par la Charte fédérale de transition de 2004, qui prévoit la division des postes entre quatre clans principaux et un regroupement de clans plus petits. Quatre des ministres - Hasan Muhammad Nur Shatigadud (qui avait été nommé ministre de la Sécurité intérieure), Abdikafi Hassan, Sheikh Aden Maden, et Ibrahim Mohamed Isaq - ont démissionné le 3 décembre, se plaignant que leur clan, le Rahanwein (l'un des quatre principaux clans), était insuffisamment représenté au gouvernement et qu'ils n'avaient pas été consultés au préalable sur leurs nominations. Le 4 décembre, le vice-ministre des Affaires religieuses Sheikh Jama Haji Hussein a également démissionné, se plaignant de l'attribution injuste de postes au sein du gouvernement pour son clan, le Jarerweyne, qui est l'un des plus petits clans. 
Le 17 décembre 2007, Hussein a déclaré qu'il remplaçait son gouvernement précédemment nommé par une "administration plus petite et plus efficace". Ce nouveau gouvernement devait comprendre seulement 17 ministres et cinq sous-ministres, et devait également inclure des personnes extérieures au Parlement. 
Nour Hassan Hussein a nommé 15 ministres et cinq ministres adjoints le 4 janvier 2008 et ils ont prêté serment le 5 janvier. Trois autres ministres restaient à nommer. Le Parlement a approuvé le nouveau Cabinet le 10 janvier, avec 223 voix pour, cinq contre et deux abstentions. 
Le 1er avril 2020, lors de la pandémie de coronavirus 2019-2020, Hussein est décédé à Londres des suites de COVID-19. Il avait 83 ans.